# RSA Battle House Tower
La RSA Battle House Tower, situé à Mobile, est le plus haut gratte-ciel de l'Alabama.
Il mesure 227,1 m pour 35 étages et a été achevé en 2007.